# Joan Capó
Joan Capó Coll, né le 13 novembre 1954 à Ciutadella de Menorca (Îles Baléares, Espagne), est un footballeur espagnol qui jouait au poste de gardien de but.

## Carrière
Avec l'Atlètic Ciutadella, Joan Capó débute en Troisième division à l'âge de 17 ans. En 1973, âgé de 18 ans, Joan Capó est recruté par le FC Barcelone devenant le troisième gardien (derrière Salvador Sadurní et Pedro Valentín Mora) de l'équipe emmenée par Johan Cruijff qui remporte le championnat d'Espagne en 1974. Cette saison-là, il dispute quelques matchs amicaux mais pas de match officiel. 
Lors de sa deuxième saison au FC Barcelone, Joan Capó joue aussi avec l'équipe réserve, le FC Barcelone B. Au début de la saison 1975-1976, le Barça recrute le gardien Pedro María Artola, ce qui entraîne le prêt de Joan Capó pendant une saison au Terrassa FC puis trois saisons au CE Sabadell, club avec lequel il monte de la troisième division à la deuxième.
En 1979, il est recruté par le Celta de Vigo où il joue pendant quatre saisons avec diverses promotions et relégations. En 1983, il retourne au CE Sabadell avec qui il monte en première division. Il met un terme à sa carrière de footballeur en 1989.
Joan Capó a marqué les esprits de par son physique éloigné des canons en vigueur dans les années 2000. Sa calvitie légendaire lui valut à Vigo le surnom de O porteiro descapotable ("le gardien décapotable").

## Palmarès
- Champion d'Espagne en 1974 avec le FC Barcelone